# جورجينيو (لاعب كرة قدم إيطالي)
جورج لويز فريلو فيلهو (بالإيطالية: Jorge Luiz Frello Filho) (من مواليد 20 ديسمبر 1991) المعروف بـ جورجينيو. هو لاعب كرة قدم إيطالي يلعب في مركز الوسط مع نادي فلامنغو في الدوري البرازيلي والمنتخب الإيطالي. يلعب كلاعب خط وسط دفاعي أو صانع الألعاب العميق، يُعرف أيضًا باسم ريجيستا في كرة القدم الإيطالية.
ولد جورجيانو في البرازيل، وانتقل إلى إيطاليا في سن الخامسة عشرة، وبدأ مسيرته المهنية مع فريق شباب فيرونا، قبل ترقيته إلى الفريق الأول. خلال موسم 2010–11 تمت إعارته إلى سامبونيفيسيس. في يناير 2014 انتقل إلى نابولي، حيث فاز على الفور بكأس إيطاليا وكأس السوبر الإيطالي. لعب 160 مباراة مع النادي قبل انتقاله إلى تشيلسي في 2018 مقابل 50 مليون جنيه إسترليني، حيث فاز بالدوري الأوروبي في موسمه الأول، تلاه دوري أبطال أوروبا خلال موسم 2020–21.
على المستوى الدولي، يُمثّل إيطاليا، حيث شارك لأول مرة في عام 2016، بينما جاءت مشاركته الرسمية الأولى له في العام التالي. كان جزءًا من تشكيلة إيطاليا التي فازت ببطولة أمم أوروبا 2020. تم اختياره في فريق البطولة لأدائه، وحصل لاحقًا على جائزة أفضل لاعب في أوروبا.

## النشأة
ولد جورجينيو في إمبيتوبا في ولاية سانتا كاتارينا البرازيلية ولكنه انتقل إلى إيطاليا في سن الخامسة عشر. هو من أصل إيطالي من خلال جده لأبوه الكبير الذي هو من لوسيانا، فينيتو،  وحصل على الجنسية الإيطالية بفضل جده، كما يحتفظ بالجنسية البرازيلية.
لقد نسب الفضل لوالدته في تشجيعه على حب كرة القدم. بعد اكتشاف أن وكيله يستغله ماديًا أثناء اللعب لفريق فيرونا للشباب، كاد جورجينيو اعتزال اللعب وأراد العودة إلى البرازيل، لكنه ينسب الفضل في مكالمة هاتفية عاطفية مع والدته لالهامه للاستمرار ومواصلة اللعب.
كان قدوته أثناء طفولته هو اللاعب الروماني غورغي هاجي، مما أدى إلى أن يلقبه أصدقاؤه هاجينيو.

## مسيرته الكروية

### هيلاس فيرونا
كان جورجينيو لاعب مع شباب من فيرونا. في يونيو 2010، تم إعارة جورجينيو إلى فريق دوري الدرجة الثالثة الإيطالي سامبونيفيسيس حيث لعب أول موسم له مع الأندية الأولى، حيث شارك في 31 مباراة وسجل هدفاً بينما صنع عشر أهداف من مركز خط الوسط المركزي.
شارك في أول مباراة له مع فيرونا في 4 سبتمبر 2011، ضد ساسولو كبديل في الدقيقة 76.

### نابولي
في 18 يناير 2014، انضم إلى نابولي في صفقة لمدة أربع سنوات ونصف. في 12 فبراير، سجل الهدف الأخير عندما قلب نابولي خسرته إلى فوز بنتيجة 3–2 أمام روما ليصل نهائي كأس إيطاليا 2014. في 3 مايو وفي المباراة النهائية، لعب جورجينيو 90 دقيقة كاملة عندما هزم نابولي فيورنتينا 3–1.
في كأس السوبر الإيطالي 2014 في الدوحة في 22 ديسمبر 2014، دخل جورجينيو المباراة ضد يوفنتوس في الشوط الثاني من الأشواط الإضافية بدلا من جوناتان دي غوزمان. سدد أول ركلة جزاء لنابولي في ركلات الترجيح، وعلى الرغم من أن جانلويجي بوفون تصدى لها ألا أن نابولي أنتصر في النهاية. بينما كان يكافح في البداية ليحجز مركز أساسي في تشكيلة المدرب رافاييل بينيتيز، تغيرت حظوظ جورجيانو مع تعيين ماوريسيو ساري الذي كان مفتاح تطويره. في عام 2017، قدم جورجينيو موسمًا رائعًا مع نابولي وكان جزءًا لا يتجزأ من الفريق الذي نافس يوفنتوس بشراسة على لقب الدوري.

### تشيلسي

#### موسم 2018–19
في 14 يوليو 2018، وقع جورجينيو مع نادي تشيلسي الإنجليزي على عقد مدته خمس سنوات في نفس اليوم الذي تم فيه التعاقد مع ساري في النادي. انضم للنادي مقابل رسوم انتقال بلغت 50 مليون£ مع 7 ملايين كإضافات، وتم إعطاءه القميص رقم 5. وفقا لرئيس نابولي أوريليو دي لورينتيس، كان جورجينيو في وقت سابق على وشك الانضمام إلى مانشستر سيتي. شارك جورجينيو لأول مرة في 5 أغسطس بمباراة في درع الاتحاد الإنجليزي 2018 على ملعب ويمبلي ضد ذات الخصم، وأطلق عليه صيحات الاستهجان من قبل مشجعي السيتي في المباراة التي خسرها تشيلسي 2–0. بعد ستة أيام، لعب مباراته الأولى في الدوري الإنجليزي الممتاز، والتي سجل فيها من ركلة جزاء في مباراة الفوز 3–0 في هدرسفيلد تاون. في مباراة تشيلسي الثالثة في الدوري، بعد الفوز على نيوكاسل يونايتد بنتيجة 2–1، أكمل جورجينيو 158 تمريرة، وهو رقم قياسي جديد كأكثر التمريرات الناجحة من قبل لاعب تشيلسي في مباراة واحدة في الدوري الممتاز، والثاني في الدوري، خلف تمريرات إيلكاي غوندوغان الـ 167 مع مانشستر سيتي ضد تشيلسي في العام السابق. حطم جورجينيو الرقم القياسي لعدد التمريرات الناجحة في مباراة واحدة في مباراة تشيلسي السادسة في الدوري في 23 سبتمبر، حيث مرر 180 تمريرة صحيحة في مباراة التعادل 0–0 أمام وست هام يونايتد، محطماً الرقم القياسي السابق الذي كان بحوزة غوندوغان. في 24 فبراير 2019، بعد التعادل 0–0 بعد الأشواط الإضافية في نهائي كأس رابطة الأندية الإنجليزية المحترفة 2019 ضد حامل لقب البطولة مانشستر سيتي، أضاع جورجينيو ركلة جزاء تشيلسي الأولى في ركلات الترجيح، مما أدى في النهاية إلى انتصار مانشستر سيتي 4–3. في 29 مايو، شارك جورجينيو في فوز تشيلسي 4–1 على أرسنال في نهائي الدوري الأوروبي 2019.

#### موسم 2019–20

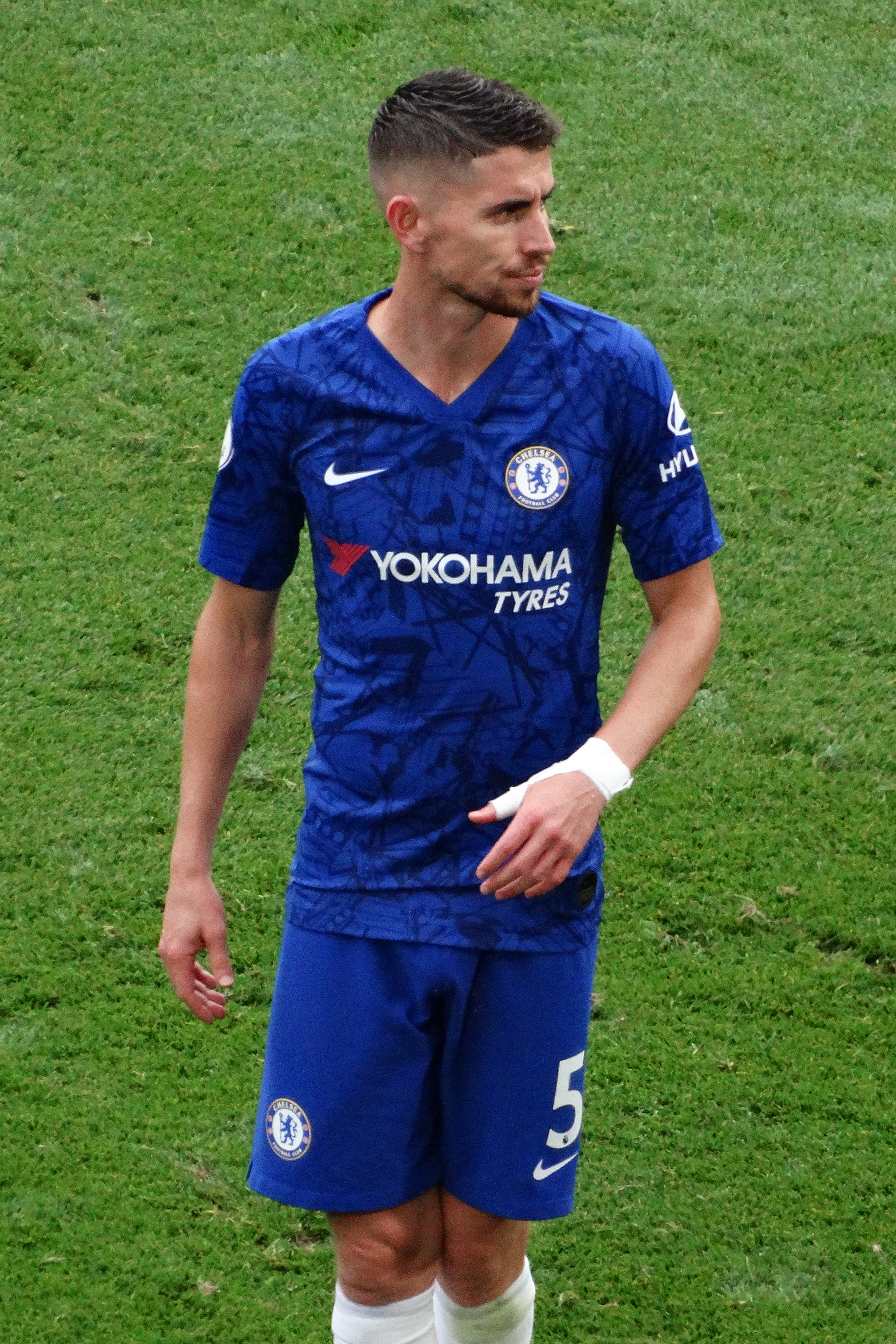
جورجينيو يلعب مع تشيلسي في 2019

في كأس السوبر الأوروبي 2019 ضد ليفربول في 14 أغسطس، سجل جورجينيو هدف التعادل من ركلة جزاء في الأشواط الإضافية من التعادل 2–2؛ ذهبت المباراة بعد ذلك إلى ركلات الترجيح. على الرغم من أن جورجينيو كان قادرًا على تسجيل أول ركلة جزاء لتشيلسي، فاز ليفربول في النهاية بركلات الترجيح 5–4. سجل هدفه الأول في الدوري هذا الموسم، أيضًا من ركلة جزاء، في الفوز 2–0 على ملعبه أمام برايتون أند هوف ألبيون في 28 سبتمبر. في 5 نوفمبر، سجل هدفين من ركلة جزاء حيث عاد تشيلسي من الخلف ليحقق التعادل 4–4 على أرضه أمام أياكس في دوري أبطال أوروبا.

#### موسم 2020–21
سجل جورجينيو الهدف الأول لتشيلسي هذا الموسم من ركلة جزاء في الفوز النهائي 3–1 في الدوري ضد برايتون أند هوف ألبيون في 14 سبتمبر على ملعب فالمر. في 20 سبتمبر، أهدر جورجينيو ركلة جزاءه الأولى لتشيلسي في نفس المباراة التي شارك فيها للمرة رقم 100 مع النادي؛ انتهت المباراة 2–0 أمام ليفربول. في 3 أكتوبر، سجل ركلتي جزاء حيث فاز تشيلسي 4–0 على أرضه أمام كريستال بالاس. كما قاد الفريق في عدد الأهداف في الدوري الإنجليزي الممتاز، وكلها أتت من ركلات الترجيح. في 29 مايو 2021، فاز جورجينيو بأول دوري أبطال له مع تشيلسي، بفوزه على مانشستر سيتي 1–0 في النهائي.

#### موسم 2021–22
دخل جورجينيو كبديل خلال كأس السوبر الأوروبي 2021 ضد فياريال في 12 أغسطس، والتي فاز بها تشيلسي 6–5 بركلات الترجيح. سدد وسجل ركلة الجزاء الخامسة في ركلات الترجيح. في 26 أغسطس 2021، حصل جورجينيو على جائزة أفضل لاعب في أوروبا بفوزه على زميله في فريق تشيلسي، وأفضل لاعب وسط في أوروبا، نغولو كانتي، وكذلك لاعب خط وسط مانشستر سيتي، كيفين دي بروين.

## مسيرته الدولية
بما أن جورجينيو يحمل الجنسية الإيطالية والبرازيلية، فقد كان مؤهلاً أن يلعب مع كلا المنتخبين. في عام 2012، تم استدعاؤه لأول مرة للمشاركة مع منتخب إيطاليا تحت 21 سنة.
في عام 2014، أعرب جورجينيو عن رغبته في تمثيل إيطاليا بدلاً من البرازيل دوليًا،  وتلقى أول استدعى له مع المنتخب الإيطالي الأول في مارس 2016، تحت إشراف المدير الفني أنطونيو كونتي، من أجل المباريات الدولية للمنتخب ضد إسبانيا وألمانيا. شارك في أول مباراة دولية له مع منتخب إيطاليا في 24 مارس، حيث دخل كبديل عن ماركو بارولو في الدقيقة الأخيرة من مباراة التعادل 1–1 ضد إسبانيا على ملعب فريولي. بعد أن تم ضمه في البداية إلى تشكيلة المنتخب الأول المكونة من 30 لاعباً من قبل كونتي في لبطولة أمم أوروبا 2016 في 31 مايو، تم استبعاد جورجينيو لاحقاً من التشكيلة النهائية التي تضم 23 لاعباً.
في 7 سبتمبر 2018، في أول مباراة لإيطاليا في دوري الأمم الأوروبية 2018–19 ضد بولندا في بولونيا، سجل جورجينيو هدفه الدولي الأول من ركلة جزاء ليضمن التعادل 1–1.
في 8 سبتمبر 2019، سجل هدفه الدولي الثاني، من ركلة جزاء مرة أخرى، في الفوز 2–1 خارج أرضه أمام فنلندا، في تصفيات بطولة أمم أوروبا 2020. في 12 أكتوبر، سجل جورجينيو هدفه الدولي الثالث، مرة أخرى من ركلة جزاء، في الفوز 2–0 على اليونان، والذي حسم تأهل إيطاليا إلى يورو 2020. وسجل هدفه الدولي الرابع من ركلة جزاء مرة أخرى في 18 نوفمبر، في الفوز 9–1 على أرضه أمام أرمينيا في تصفيات إيطاليا النهائية لبطولة أمم أوروبا 2020، صنع أيضًا هدف نيكولو زانيولو في الثاني خلال المباراة.

### يورو 2020
في يونيو 2021، تم ضمه إلى تشكيلة إيطاليا المشاركة في بطولة أمم أوروبا 2020 من قبل المدير روبرتو مانشيني. في 6 يوليو، بعد التعادل 1–1 بعد الأشواط الإضافية ضد إسبانيا في نصف نهائي المسابقة، سجل جورجينيو ركلة الجزاء الحاسمة في ركلات الترجيح ليرسل إيطاليا إلى المباراة النهائية؛ خلال المباراة، أكمل أعلى تدخلات في البطولة بثمانية اعتراضات. في النهائي يوم 11 يوليو ضد إنجلترا على ملعب ويمبلي، بعد التعادل 1–1 بعد الأشواط الإضافية، تم التصدي لركلة الجزاء التي سددها في ركلات الترجيح من قبل جوردان بيكفورد، لكن رغم ذلك فازت إيطاليا 3–2 في ركلات الترجيح. طوال البطولة، غطى أكبر مساحة لأي لاعب (إجمالي 86.6 كم)، وحقق أكبر عدد من استرداد الكرة إلى جانب مانويل أكانجي (46)، وأكمل ثاني أكبر عدد من التمريرات لأي لاعب بعد إيميرك لابورتي (497 من أصل 529 محاولة، بدقة تمرير 93٪)؛ لقد فاز أيضًا بأكبر عدد من الأخطاء (19) وقام بأكبر عدد من الاعتراضات (25)، محطمًا الرقم القياسي الذي سجله مارسيل ديسايي في 24 اعتراضًا في بطولة واحدة من بطولة أمم أوروبا 1996، منذ أن بدأ تسجيل هذه الإحصائيات لأول مرة في بطولة أمم أوروبا 1980. بسبب أدائه، فقد تم ضمه إلى فريق البطولة.

## الإحصائيات

### النادي
آخر تحديث 1 يتاير 2025.
| النادي               | الموسم   | الدوري                         | الدوري | الدوري  | الكأس الوطني | الكأس الوطني | كأس الدوري | كأس الدوري | أوروبا | أوروبا  | أخرى   | أخرى    | المجموع | المجموع |
| النادي               | الموسم   | الدرجة                         | الظهور | الأهداف | الظهور       | الأهداف      | الظهور     | الأهداف    | الظهور | الأهداف | الظهور | الأهداف | الظهور  | الأهداف |
| -------------------- | -------- | ------------------------------ | ------ | ------- | ------------ | ------------ | ---------- | ---------- | ------ | ------- | ------ | ------- | ------- | ------- |
| سامبونيفيسيس (إعارة) | 2010–11  | الدوري الإيطالي الدرجة الثالثة | 31     | 1       | 2            | 0            | —          | —          | —      | —       | 0      | 0       | 33      | 1       |
| فيرونا               | 2011–12  | الدوري الإيطالي الدرجة الثانية | 30     | 2       | 1            | 0            | —          | —          | —      | —       | 2      | 0       | 33      | 2       |
| فيرونا               | 2012–13  | الدوري الإيطالي الدرجة الثانية | 41     | 2       | 3            | 0            | —          | —          | —      | —       | 0      | 0       | 44      | 2       |
| فيرونا               | 2013–14  | الدوري الإيطالي                | 18     | 7       | 1            | 0            | —          | —          | —      | —       | 0      | 0       | 19      | 7       |
| فيرونا               | المجموع  | المجموع                        | 89     | 11      | 5            | 0            | —          | —          | —      | —       | 2      | 0       | 96      | 11      |
| نابولي               | 2013–14  | الدوري الإيطالي                | 15     | 0       | 4            | 1            | —          | —          | —      | —       | 0      | 0       | 19      | 1       |
| نابولي               | 2014–15  | الدوري الإيطالي                | 23     | 0       | 1            | 1            | —          | —          | 8      | 0       | 1      | 0       | 33      | 1       |
| نابولي               | 2015–16  | الدوري الإيطالي                | 35     | 0       | 1            | 0            | —          | —          | 2      | 0       | 0      | 0       | 38      | 0       |
| نابولي               | 2016–17  | الدوري الإيطالي                | 27     | 0       | 0            | 0            | –          | –          | 4      | 0       | 0      | 0       | 31      | 0       |
| نابولي               | 2017–18  | الدوري الإيطالي                | 33     | 2       | 1            | 0            | —          | —          | 5      | 2       | 0      | 0       | 39      | 4       |
| نابولي               | المجموع  | المجموع                        | 133    | 2       | 7            | 2            | —          | —          | 19     | 2       | 1      | 0       | 160     | 6       |
| تشيلسي               | 2018–19  | الدوري الإنجليزي الممتاز       | 37     | 2       | 2            | 0            | 3          | 0          | 11     | 0       | 1      | 0       | 54      | 2       |
| تشيلسي               | 2019–20  | الدوري الإنجليزي الممتاز       | 31     | 4       | 4            | 0            | 1          | 0          | 7      | 2       | 1      | 1       | 44      | 7       |
| تشيلسي               | 2020–21  | الدوري الإنجليزي الممتاز       | 28     | 7       | 2            | 0            | 1          | 0          | 12     | 1       | —      | —       | 43      | 8       |
| تشيلسي               | 2021–22  | الدوري الإنجليزي الممتاز       | 29     | 6       | 4            | 0            | 4          | 1          | 8      | 2       | 2      | 0       | 47      | 9       |
| تشيلسي               | 2022–23  | الدوري الإنجليزي الممتاز       | 18     | 2       | 1            | 0            | 0          | 0          | 6      | 1       | —      | —       | 25      | 3       |
| تشيلسي               | المجموع  | المجموع                        | 143    | 21      | 13           | 0            | 9          | 1          | 44     | 6       | 4      | 1       | 213     | 29      |
| أرسنال               | 2022–23  | الدوري الإنجليزي الممتاز       | 14     | 0       | —            | —            | —          | —          | 2      | 0       | —      | —       | 16      | 0       |
| أرسنال               | 2023–24  | الدوري الإنجليزي الممتاز       | 24     | 0       | 1            | 0            | 2          | 0          | 9      | 1       | 0      | 0       | 36      | 1       |
| أرسنال               | 2024–25  | الدوري الإنجليزي الممتاز       | 9      | 0       | 0            | 0            | 3          | 0          | 3      | 0       | —      | —       | 15      | 0       |
| أرسنال               | المجموع  | المجموع                        | 47     | 0       | 1            | 0            | 5          | 0          | 14     | 1       | 0      | 0       | 67      | 1       |
| الإجمالي             | الإجمالي | الإجمالي                       | 443    | 35      | 26           | 2            | 14         | 1          | 77     | 9       | 7      | 1       | 567     | 48      |

1. ↑  تشمل كأس إيطالياـ كأس الاتحاد الإنجليزي
2. ↑  تشمل كأس رابطة الأندية الإنجليزية المحترفة
3. ↑  المباريات في تحديد الصعود في الدوري الإيطالي الدرجة الثانية
4. ↑  مباراتين في دوري أبطال أوروبا، ومباراتين في الدوري الأوروبي
5. ↑  المباراة في كأس السوبر الإيطالي
6. 1 2 3  المباريات في الدوري الأوروبي
7. 1 2 3 4 5 6 7  المباريات في دوري أبطال أوروبا
8. ↑  أربع مباريات وهدفين في دوري أبطال أوروبا، ومباراة واحدة في الدوري الأوروبي
9. ↑  المباراة في درع الاتحاد الإنجليزي
10. ↑  المباراة في كأس السوبر الأوروبي
11. ↑  المباراة في كأس السوبر الأوروبي، والمباراة في كأس العالم للأندية

### المنتخب
آخر تحديث 11 يوليو 2021.
| المنتخب الوطني | العام   | الظهور | الأهداف |
| -------------- | ------- | ------ | ------- |
| إيطاليا        | 2016    | 2      | 0       |
| إيطاليا        | 2017    | 1      | 0       |
| إيطاليا        | 2018    | 10     | 1       |
| إيطاليا        | 2019    | 9      | 3       |
| إيطاليا        | 2020    | 5      | 1       |
| إيطاليا        | 2021    | 8      | 0       |
| المجموع        | المجموع | 35     | 5       |

#### الأهداف الدولية
قائمة الأهداف والنتائج مع منتخب إيطاليا الأول.
| #  | التاريخ        | المكان                                                 | الخصم   | الهدف | النتيجة | المسابقة                       |
| -- | -------------- | ------------------------------------------------------ | ------- | ----- | ------- | ------------------------------ |
| 1. | 7 سبتمبر 2018  | ملعب ريناتو دالارا، بولونيا، إيطاليا                   | بولندا  | 1–1   | 1–1     | دوري الأمم الأوروبية 2018–19 أ |
| 2  | 8 سبتمبر 2019  | ملعب تامبيري، تامبيري، فنلندا                          | فنلندا  | 2–1   | 2–1     | تصفيات بطولة أمم أوروبا 2020   |
| 3  | 12 أكتوبر 2019 | ملعب أولمبيكو، روما، إيطاليا                           | اليونان | 1–0   | 2–0     | تصفيات بطولة أمم أوروبا 2020   |
| 4  | 18 نوفمبر 2019 | ملعب رينزو باربيرا، باليرمو، إيطاليا                   | أرمينيا | 7–0   | 9–1     | تصفيات بطولة أمم أوروبا 2020   |
| 5  | 15 نوفمبر 2020 | ملعب مابي – تشيتا ديل تريكولوري، ريدجو إميليا، إيطاليا | بولندا  | 1–0   | 2–0     | دوري الأمم الأوروبية 2020–21 أ |

## الإنجازات

### النادي
نابولي
- كأس إيطاليا: 2013–14
- كأس السوبر الإيطالي: 2014

 تشيلسي
- دوري أبطال أوروبا: 2020–21[63]
- الدوري الأوروبي: 2018–19[64]
- كأس السوبر الأوروبي: 2021؛[65] الوصيف: 2019[66]
- كأس العالم للأندية: 2021
- كأس رابطة الأندية الإنجليزية المحترفة الوصيف: 2018–19[67]
- كأس الاتحاد الإنجليزي الوصيف: 2019–20؛[68] 2020–21[69]

 أرسنال
- درع المجتمع الإنجليزي: 2023

### المنتخب
إيطاليا
- بطولة أمم أوروبا: 2020[70]

### الفردية
- فريق الموسم للدوري الأوروبي: 2018–19[71]
- فريق الموسم دوري أبطال أوروبا: 2020–21[72]
- فريق بطولة أمم أوروبا: 2020[56]
- جائزة أفضل لاعب في أوروبا: 2020–21[73]

### الأوسمة
-  الدرجة الخامسة / فارس: وسام استحقاق الجمهورية الإيطالية: 2021

## وصلات خارجية
لا توجد روابط لمواقع التواصل الاجتماعي.

- جورجينهو على موقع الاتحاد الأوربي (الإنجليزية)
- جورجينهو على موقع إي إس بي إن إف سي (الإنجليزية)
- جورجينهو على موقع قاعدة بيانات كرة القدم.إي يو (الإنجليزية)
- جورجينهو على موقع بيانات كرة القدم. دي إي (الألمانية)
- جورجينهو على موقع ليكيب (الفرنسية)
- جورجينهو على موقع ناشيونال فوتبول تيمز (الإنجليزية)
- جورجينهو على موقع Soccerbase.com (لاعب) (الإنجليزية)
- جورجينهو على موقع Soccerway.com (الإنجليزية)
- جورجينهو على موقع عالم كرة القدم.نت (الإنجليزية)
- جورجينهو على موقع كووورة